# Tatjana Kotova
Tatjana Vladimirovna Kotova (rusko Татьяна Владимировна Котова), ruska atletinja, * 11. december 1966, Kokand, Sovjetska zveza.
Nastopila je na poletnih olimpijskih igrah v letih 2000, 2004 in 2008, v letih 2000 in 2004 je osvojila bronasti medalji v skoku v daljino. Na svetovnih prvenstvih je osvojila dve srebrni in eno bronasto medaljo, še ena srebrna ji je bila odvzeta zaradi dopinga, na svetovnih dvoranskih prvenstvih pa dve zlati in srebrni medalji, tretja zlata medalja ji je bila prav tako odvzeta zaradi dopinga.